# Războiul roboților
Războiul roboților (titlu original: Knights) este un film american SF de arte marțiale din 1993 regizat de Albert Pyun. Rolurile principale au fost interpretate de Kathy Long, Kris Kristofferson și Lance Henriksen.

## Prezentare
Într-un viitor post-apocaliptic, cyborgii nesătui ucid fără milă populația Pământului, ei au nevoie de sângele oamenilor vii. Cyborgul Gabriel (Kris Kristofferson) a fost creat pentru a-i distruge pe toți ceilalți cyborgi. Mai târziu o salvează pe Nea (Kathy Long) ucigându-l pe cyborgul Simon (Scott Paulin). Gabriel o antrenează pe Nea să devină un cyborg criminal și să-l ajute. Ei continuă să omoare cyborgi până când Gabriel este sfâșiat în două de una dintre țintele sale și dus în tabăra de cyborgi. Nea îl urmărește pe Jacob și îl provoacă pe liderul cyborg Job (Lance Henriksen) la o luptă. Găsindu-l pe Gabriel, ea îl leagă la spate și se luptă cu cyborgii până când Gabriel reușește să-și atașeze picioarele unui cyborg mort. Îl urmăresc pe Job, dar înainte de a-l prinde, Maestrul Constructor îl prinde pe fratele lui Nea, ducându-l în Cyborg City. În timpul unei bătălii, Job îi spune lui Gabriel că populația cyborg nu poate fi oprită. Job moare câteva clipe mai târziu. Gabriel și Nea pleacă în căutarea fratelui ei.

## Distribuție
- Kathy Long - Nea
  - Casey Wallace - Young Nea
- Kris Kristofferson - Gabriel The Cyborg
- Lance Henriksen - Job The Cyborg
- Scott Paulin - Simon The Cyborg
- Gary Daniels - David The Cyborg
- Nicholas Guest - Farmer
- Vincent Klyn (ca Vince Klyn) - Ty
- Ben McCreary - Chance
- Jon H. Epstein - Matthew
- Blair Valk - Blu
- Brad Langenberg - Master Builder
- Clare Hoak - Mother
- Nancy Thurston - Woman Bandit
- Michael Halsey - Farmer Sitting At Campfire (nemenționat)
- Tim Thomerson - Farmer Sitting At Campfire (nemenționat)

## Producție
Unele scene au fost filmate în Utah la Monument Valley, La Sal Mountains, Needles Overlook, Long Canyon, Professor Valley și roca de ciuperci Pucker Pass.